# Cai Jinbiao
Cai Jinbiao (en chino, 蔡锦标; Xingning, China; 1954) es un exfutbolista de China que jugaba en la posición de defensa.

## Carrera

### Club
Jugó toda su carrera con el Guangdong FC de 1974 a 1983, con el que fue campeón nacional en 1979.

### Selección nacional
Jugó para China de 1976 a 1982 con la que anotó un gol en 20 partidos y participó en dos ocasiones en la Copa Asiática.

## Logros
Guangdong FC
- Liga Nacional China: 1979[2]